# Edgar Rice Burroughs
Edgar Rice Burroughs (ur. 1 września 1875 w Chicago, zm. 19 marca 1950 w Los Angeles) – amerykański pisarz, najbardziej znany jako twórca cykli książek o przygodach Tarzana wśród małp, oraz Johna Cartera na Marsie.

## Wybrane książki

### Cykl o Marsie
- Księżniczka Marsa (A Princess of Mars, 1912)
- Bogowie Marsa (The Gods of Mars, 1914)
- Wódz Marsa (The Warlord of Mars, 1918)
- Thuvia z Marsa (Thuvia, Maid of Mars, 1920)
- Szachiści Marsa (The Chessmen of Mars, 1922)
- Władca umysłów z Marsa (The Master Mind of Mars, 1928)
- Wojownik Marsa (A Fighting Man of Mars) (1931)
- Miecze Marsa (Swords of Mars) (1936)
- Sztuczni ludzie z Marsa (Synthetic Men of Mars) (1940)
- Llana z Gathol (Llana of Gathol) (1948)
- John Carter of Mars (1964)

### Przygody Tarzana
- Tarzan wśród małp (Tarzan of the Apes) (1912, wyd. polskie pod tytułami: Tarzan wśród małp, Dziecko dżungli lub Tarzan król małp)
- The Return of Tarzan (1913, wyd. polskie pod tytułami: Powrót Tarzana lub Złote miasto)
- The Beasts of Tarzan (1914, wyd. polskie pod tytułami: Tarzan król zwierząt lub Prawo dżungli)
- The Son of Tarzan (1914, wyd. polskie pod tytułami: Syn Tarzana lub Korak, syn Tarzana)
- Tarzan and the Jewels of Opar (1916, wyd. polskie: Tarzan i klejnoty Oparu lub W mocy obłędu)
- Jungle Tales of Tarzan (1916, 1917, wyd. polskie: Tarzan w dżungli)
- Tarzan the Untamed (1919, 1921, wyd. polskie pod tytułami: Tarzan nieposkromiony lub Kobieta Szpieg)
- Tarzan the Terrible (1921, wyd. polskie: Tarzan groźny lub Ludzie z pieczar)
- Tarzan and the Golden Lion (1922, 1923, wyd. polskie: Tarzan i złoty lew)
- Tarzan and the Ant Men (1924, wyd. polskie: Tarzan wśród Pigmejów)
- Tarzan, Lord of the Jungle (1927, 1928)
- Tarzan and the Lost Empire (1928)
- Tarzan at the Earth’s Core (1929)
- Tarzan the Invincible (1930. 1931)
- Tarzan Triumphant (1931)
- Tarzan and the City of Gold (1932)
- Tarzan and the Lion Man (1933, 1934)
- Tarzan and the Leopard Men (1935)
- Tarzan’s Quest (1935, 1936)
- Tarzan and the Forbidden City (1938)
- Tarzan the Magnificent (1936, 1937)
- Tarzan and the Foreign Legion (1947)
- Tarzan and the Madman (1964)
- Tarzan and the Castaways (1940, 1941, 1965)
- dla młodszych czytelników
  - Tarzan and the Tarzan Twins (1927, 1936, 1963)

### Cykl Pellucidar
- W jądrze Ziemi (At the Earth’s Core, 1914)
- Pellucidar (Pellucidar, 1923)
- Tanar z Pellucidar (Tanar of Pellucidar, 1928)
- Tarzan w Pellucidarze (Tarzan at the Earth’s Core) (1929)
- Powrót do epoki kamienia (Back to the Stone Age) (1937)
- Kraina grozy (Land of Terror) (1944)
- Savage Pellucidar (1963)

### Cykl Wenus
- Piraci z Wenus (ang. Pirates of Venus 1934)
- Zagubieni na Wenus (ang. Lost on Venus 1935)
- Carson of Venus (1939)
- Escape on Venus (1946)
- The Wizard of Venus (1970)

### Cykl o wyspie Caspak
- Ląd zapomniany przez czas (The Land That Time Forgot, 1918)
- The People That Time Forgot (1918)
- Out of Time’s Abyss (1918)

### Cykl Księżyc
- The Moon Maid (1926)
- The Moon Men (1926)

### inne science-fiction
- Poza najdalszą gwiazdą (Beyond the Farthest Star, 1941)
- The Lost Continent (albo Beyond Thirty, 1916)
- The Monster Men (1929)

### Przygody w dżungli
- The Cave Girl (1925)
- The Eternal Savage (albo The Eternal Lover, 1925)
- The Lad and the Lion (1938)
- The Land of Hidden Men (albo Jungle Girl, 1932)
- The Man Eater (1935)

### Przygody na Dzikim Zachodzie
- Apache Devil (1933)
- The Bandit of Hell’s Bend (1926)
- The Deputy Sheriff of Comanche County (1940)
- The War Chief (1927)

### Powieści historyczne
- I am a Barbarian (1967)
- The Outlaw of Torn (1927)

### inne
- The Efficiency Expert (1921)
- The Girl from Farris’s (1916)
- The Girl from Hollywood (1923)
- The Mad King (1926)
- Marcia of the Doorstep (1999)
- Minidoka: 937th Earl of One Mile Series M (1998)
- The Mucker (1921)
- The Oakdale Affair (1917)
- Pirate Blood (1970)
- The Rider (1937)
- You Lucky Girl! (1999)